# Herbie Lewis (Bassist)
Herbie Lewis (* 17. Februar 1941 in Pasadena; † 18. Mai 2007 in Minneapolis, Minnesota) war ein US-amerikanischer Hardbop-Jazzbassist.

## Leben und Wirken
Herbie Lewis spielte und nahm mit vielen prominenten Jazzmusikern auf, unter anderem Cannonball Adderley, Bobby Hutcherson, Freddie Hubbard (On Fire: Live from the Blue Morocco), Harold Land, Jackie McLean, John Coltrane, Archie Shepp, und McCoy Tyner. Obwohl er ein guter Bassist und starker Begleiter war, war Herbie Lewis niemals selbst ein Star oder Bandleader, sondern lediglich ein verlässlicher Beitragslieferant für Musiksessions und gelegentlicher Solist.
Lewis lebte in der Nachbarschaft von Bobby Hutcherson und war angeblich dafür verantwortlich, dass dieser zum Vibraphonspiel wechselte. Er war ein erstaunliches Talent mit einem reichen lebhaften Sound am Bass. Lewis nahm in den späten 1950er und frühen 1960er Jahren mit Lennie McBrowne, Harold Land und Les McCann auf. Lands Platte Grooveyard war 1958 sein Aufnahmedebüt – mit erst 17 Jahren. Das gefeierte Nachfolgeralbum The Fox festigte seinen Ruf. Ab und zu spielte er mit Shirley Scott und dem Art Farmer/Benny Golson Jazztet. 1961 zog er nach New York und spielte wieder mit Les Mcann und nahm mit ihm auf. Lewis machte Aufnahmen mit Dave Pike, Stanley Turrentine und Jackie McLean, bevor er nach Kalifornien zurückging. Mit McLean nahm er 1962 den Meilenstein Let Freedom Ring auf. Ab da gehörte er zur Blue Note-„Mannschaft“. Er nahm mit Stanley Turrentine That´s Where It´s At sowie mit der Sängerin Dodo Greene My Hour of Need für das Label auf. Mit Clifford Scott als Bandleader nahm er wieder mit McCann auf und in den Mittsechzigern arbeitete Lewis mit Gerald Wilson. Ende der 1960er zog er wieder nach New York zurück, wo er mit Sam Rivers und Freddie Hubbard aufnahm. Ebenso arbeitete er wieder mit Bobby Hutcherson zusammen und nahm an den Aufnahmen Stick Up! und Now! teil. Er spielte 1966 in Cannonball Adderleys Ensemble und spielte und nahm von 1967 bis 1970 mit  McCoy Tyner auf, darunter Tender Moments und Time for Tyner. Während der 1970er und 1980er nahm Lewis unter anderem mit Tete Montoliu, Chico Freeman, Gary Bartz, Bobby Hutcherson und Archie Shepp auf. Just a Lucky So and So ist sein erstes Album als Leader und sein letztes überhaupt. Er nahm diese CD mit einem „Eminence Portable Upright Bass“ auf, einem akustischen Bass mit extrem flachem Klangkörper (7,62 cm) und eventuell abnehmbarem Hals.
Herbie Lewis gründete 1977 das Jazzstudienprogramm am New College of California in San Francisco und lehrte dort 25 Jahre. 2002 zog er sich von dieser Tätigkeit zurück.
Lewis starb am 18. Mai 2007 an Krebs.